# 日本のモノレール

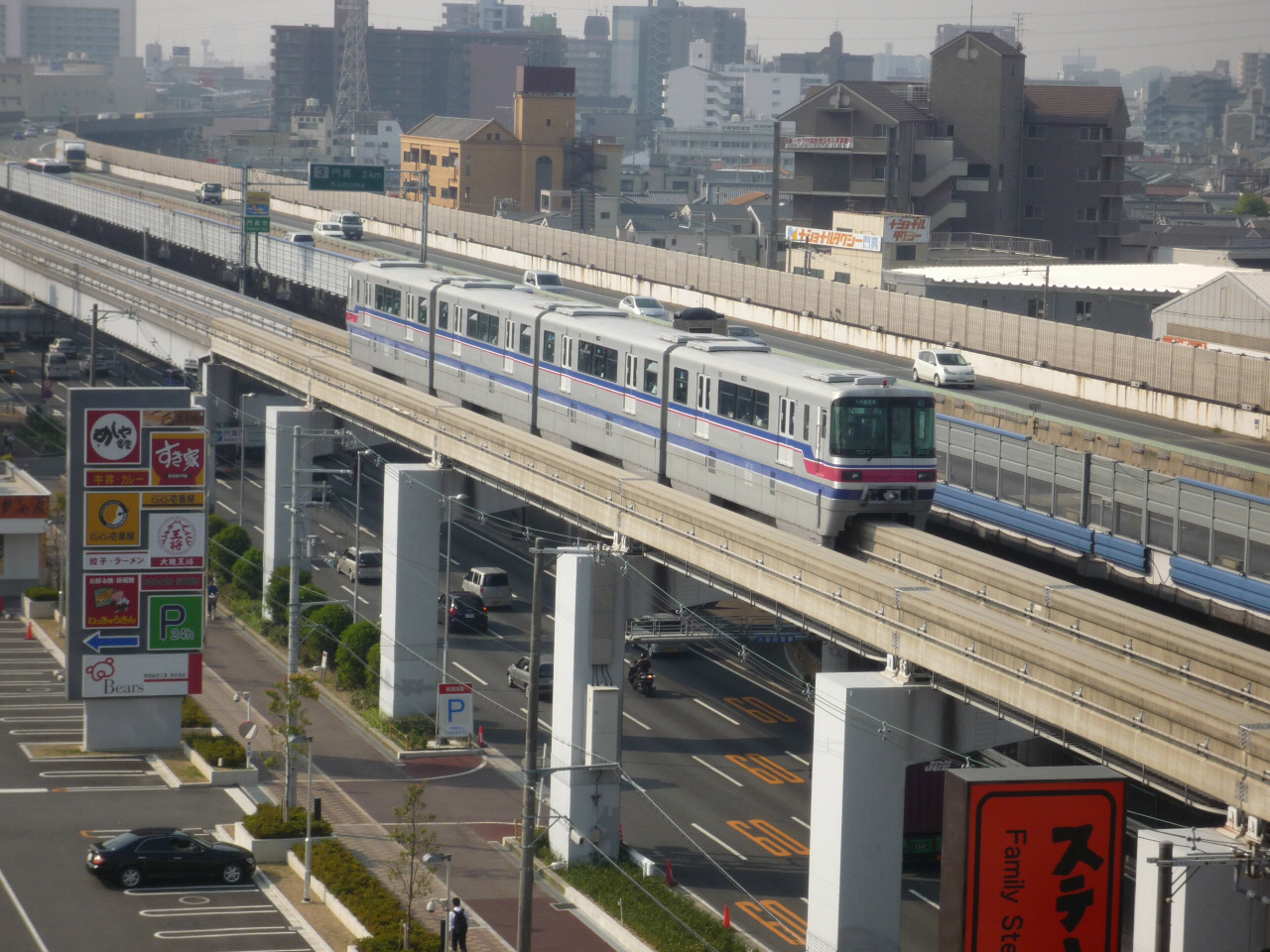
大阪モノレール線（本線）

日本のモノレール（にほんのモノレール）では、日本国内に存在する、あるいはかつて存在したモノレールについて詳述する。
日本においてモノレールは鉄道に分類され、法令上は鉄道事業法に基づく「鉄道（懸垂式鉄道／跨座式鉄道）」と軌道法に基づく「軌道（懸垂式モノレール／跨座式モノレール）」が存在する。ただし、これは建設時期により適用された法令が異なるためでありシステム上特段の差はない。初期に開通した路線（湘南モノレールまで）は鉄道事業法（旧地方鉄道法）が適用された。北九州モノレール以降に開通した路線は、いわゆる都市モノレールとして道路整備と一体化して建設された事から、「路面電車の高架化」という解釈により軌道法が適用されている。ただし、特定施設内の移動手段の性格が強いディズニーリゾートラインについては鉄道事業法が適用されている。
2009年現在では、モノレールには新交通システムのような鉄道と軌道の混在路線はない。

## 日本のモノレール路線
鉄道事業法および軌道法に基づく日本のモノレール営業路線は下記の通りである。
| 事業者名           | 所在地        | 方式                   | 路線名                                 | 旅客案内上の名称                       | 路線延長 | 開業年 | 事業 種別 | 備考         |
| ------------------ | ------------- | ---------------------- | -------------------------------------- | -------------------------------------- | -------- | ------ | --------- | ------------ |
| 東京モノレール     | 東京都        | 跨座式：アルヴェーグ式 | 東京モノレール羽田空港線               | 東京モノレール                         | 17.8 km  | 1964年 | 鉄道      | 快速運転あり |
| 多摩都市モノレール | 東京都        | 跨座式：日本跨座式     | 多摩都市モノレール線                   | 多摩モノレール                         | 16.0 km  | 1998年 | 軌道      |              |
| 千葉都市モノレール | 千葉県        | 懸垂式：サフェージュ式 | 1号線                                  | 千葉モノレール                         | 3.2 km   | 1995年 | 軌道      |              |
| 千葉都市モノレール | 千葉県        | 懸垂式：サフェージュ式 | 2号線                                  | 千葉モノレール                         | 12.0 km  | 1988年 | 軌道      |              |
| 舞浜リゾートライン | 千葉県        | 跨座式：日本跨座式     | ディズニーリゾートライン               | ディズニーリゾートライン               | 5.0 km   | 2001年 | 鉄道      | 施設内路線   |
| 湘南モノレール     | 神奈川県      | 懸垂式：サフェージュ式 | 江の島線                               | 湘南モノレール                         | 6.6 km   | 1970年 | 鉄道      |              |
| 大阪モノレール     | 大阪府 兵庫県 | 跨座式：日本跨座式     | 大阪モノレール線（本線）               | 大阪モノレール                         | 21.2 km  | 1990年 | 軌道      |              |
| 大阪モノレール     | 大阪府 兵庫県 | 跨座式：日本跨座式     | 国際文化公園都市モノレール線（彩都線） | 大阪モノレール                         | 6.8 km   | 1998年 | 軌道      |              |
| 北九州高速鉄道     | 福岡県        | 跨座式：日本跨座式     | 小倉線                                 | 北九州モノレール または 小倉モノレール | 8.8 km   | 1985年 | 軌道      |              |
| 沖縄都市モノレール | 沖縄県        | 跨座式：日本跨座式     | 沖縄都市モノレール線                   | ゆいレール                             | 17.0 km  | 2003年 | 軌道      |              |

### 休廃止した日本のモノレール路線
鉄道事業法および軌道法に基づく日本のモノレール営業路線のうち、休廃止したものは下記の通りである。
| 事業者名                      | 所在地          | 方式                     | 路線名                                | 旅客案内上の名称         | 路線延長 | 開業年 | 事業 種別 | 備考                                     |
| ----------------------------- | --------------- | ------------------------ | ------------------------------------- | ------------------------ | -------- | ------ | --------- | ---------------------------------------- |
| 東京都交通局                  | 東京都          | 懸垂式：上野式           | 上野懸垂線                            | 上野動物園モノレール     | 0.3 km   | 1957年 | 鉄道      | 施設内路線 2019年休止、2023年12月廃止    |
| 小田急電鉄                    | 神奈川県        | 跨座式：ロッキード式     | 向ヶ丘遊園モノレール線                | 向ヶ丘遊園モノレール     | 1.1 km   | 1966年 | 鉄道      | 2000年休止、2001年廃止                   |
| よみうりランド                | 東京都 神奈川県 | 跨座式：アルヴェーグ式   | よみうりランドモノレール              | よみうりランドモノレール | 2.9 km   | 1964年 | 鉄道      | 施設内路線 1978年廃止                    |
| ドリーム開発 （ドリーム交通） | 神奈川県        | 跨座式：東芝式           | ドリームランド線 （モノレール大船線） | ドリームランドモノレール | 5.3 km   | 1966年 | 鉄道      | 1967年休止、2003年廃止                   |
| 名古屋鉄道                    | 愛知県          | 跨座式：アルウェーグ式   | モンキーパークモノレール線            | 犬山モノレール           | 1.2 km   | 1962年 | 鉄道      | 2008年廃止                               |
| 名古屋市交通局協力会          | 愛知県          | 懸垂式：サフェージュ式   | 東山公園モノレール                    | 東山公園モノレール       | 0.5 km   | 1964年 | 鉄道      | 施設内路線 1974年休止・廃止              |
| 日本万国博覧会協会            | 大阪府          | 跨座式：日本跨座式       | 万国博モノレール                      | 万国博モノレール         | 4.3 km   | 1970年 | 鉄道      | 施設内路線 1970年廃止 大阪万博会期内のみ |
| 姫路市交通局                  | 兵庫県          | 跨座式：ロッキード式     | モノレール線                          | 姫路市営モノレール       | 1.6 km   | 1966年 | 鉄道      | 1974年休止、1979年廃止                   |
| スカイレールサービス          | 広島県          | 懸垂式：ロープ駆動懸垂式 | 広島短距離交通瀬野線                  | スカイレール             | 1.3 km   | 1998年 | 軌道      | 2024年廃止                               |

## 歴史
ドイツ・ヴッパータールのヴッパータール空中鉄道に刺激され、日本でもいくつかのモノレールの建設案があった。しかし、ほとんどは実現しなかった。大阪で行われていた交通電気博覧会で1928年に運用された懸垂式のモノレールが、日本で最初のモノレールである。
また、一時期は軌道と接触する箇所が少なければ高速運転ができると考えられたため、東京 - 大阪間に新幹線の代わりに高速モノレールを敷こう、などという発案も現れた。だが、実際には高速運転時の安定性を考えると技術的に不可能という事で、立ち消えになった。

### 戦前
却下された会社のうち複数に関わった人物がおり、内藤義雄は高架単軌道、東京単軌鉄道、京阪神単軌高架鉄道、羽田航空電鉄に、有吉喜兵衛は江ノ島懸垂電車、上野懸垂電車、豊島懸垂電車に、それぞれ名前が見られる。
大阪交通電気博覧会内の「空中飛行電車」（大阪府）
1928年の10月から12月にかけて天王寺公園および旧住友邸（のちの慶沢園）で開催された「大礼奉祝交通電気博覧会」において懸垂飛行鉄道合資会社により「空中飛行電車」の名称で短期間試験運行されたものが、日本での最初のモノレールである。モノレールは3つの展示拠点を結ぶ交通システムとして計画されたものだったが、初めての工事ゆえ遅々として進捗せず、さらに監督官庁の折衝も難航したため10月1日の博覧会初日に間に合わず、開業は閉会間際の11月28日であった。乗車賃は入場料よりも高かったが連日満員だったという。座席は14、車両機器の詳細は特許出願中のため知らされなかった。
江ノ島電気鉄道（神奈川県）
片瀬と江ノ島を結ぶモノレール。江ノ島電気鉄道が1928年7月3日付けで免許を取得していたが、沿線の反対や資金調達の問題から、実現しなかった。
- 1927年3月28日および8月30日 江ノ島電気鉄道が鉄道省に鉄道敷設申請。
- 1928年7月3日 江ノ島電気鉄道に対し鉄道免許状下付（鎌倉郡川口村片瀬-同郡同村江島間 懸垂）。延長、0.89km（44鎖）。
- 1928年9月 ドイツより実地調査を終えた技師が帰国。
- 1928年11月2日 鉄道敷設権の江ノ島懸垂電気鉄道への譲渡を鉄道省が許可。
- 1928年11月7日 起業目論見変更を鉄道省が認可。起点を片瀬停留場（現・江ノ島駅）に変更。延長、1.09km（54鎖）。
- 1928年11月30日 江ノ島懸垂電気鉄道から日本懸垂電気鉄道に名称変更。
- 1929年4月10日 起業目論見変更を鉄道省が認可。終点を稚児ヶ淵に変更。延長、1.41km（70鎖）。
- 1929年6月28日 日本懸垂電気鉄道を空中電気鉄道に名称変更。
- 1929年 増田淳・稲葉健三がランゲン式モノレールの資料をもとにワーレントラス鉄橋「片瀬 - 江ノ島空中電車橋」を設計。
- 1935年6月28日 空中電気鉄道が会社解散決議。
- 1935年9月12日 鉄道起業廃止を鉄道省が許可。

高架単軌道（東京都）
上野公園で行われた大正博覧会向けに建設が計画されたもの。区間は上野公園 - 浅草六区間。1913年7月9日に申請されるも、日照権などの反対で1914年9月14日に取り下げられた。発起人総代の内藤義雄は東京単軌鉄道、京阪神単軌高架鉄道、羽田航空電鉄にも関与している。
東京単軌鉄道（東京都）
当時の深川区相川町（現・江東区永代）から隅田川沿いに押上・鐘ヶ淵経由で北千住までを結ぶ路線で、1923年3月26日に申請していたが、河川沿いには荷降ろしが多く、邪魔になること、乗降の危険がある事で1924年6月30日に却下される。発起人総代の内藤義雄は京阪神単軌高架鉄道、羽田航空電鉄にも関与している。
江ノ島懸垂電車（神奈川県）
前述の江ノ島電気鉄道とは別物。片瀬東浜と江ノ島を結ぶ路線で、1927年3月16日に申請していたが、江ノ島電気鉄道との兼ね合いで、1928年7月3日に却下された。発起人の有吉喜兵衛は上野懸垂電車、豊島懸垂電車にも関与している。
小樽高架電気軌道（北海道）
1927年11月21日に小樽市内の4路線を申請していたが、路面電車の計画や街の美観の問題から、1929年3月26日に却下された。
上野懸垂電車（東京都）
1928年11月2日に上野と動物園の間で計画し、5年の短期路線として申請していた（モノレールの宣伝用と思われる）が、美観上の問題、事業体の経営能力の問題から、1929年5月17日に却下された。発起人有吉喜兵衛、半澤玉城は豊島懸垂電車にも関与している。
日本飛行鉄道（東京都・神奈川県）
1929年3月27日に、新宿（淀橋）から高井戸、砧、稲田、大和、座間、寒川を経由して平塚まで結ぶ路線を申請していたが、大部分が小田急電鉄の小田原線と重複するため、1929年6月29日に却下された。発起人に元東京市電気局長の長尾半平がいた。
日本懸垂電気鉄道（大阪府）
1929年3月28日に、梅田から住吉公園のあたりまでを結ぶ路線を申請していたが、地下鉄3号線や水上交通の邪魔になるという理由で、1931年4月11日に却下された。前述の江ノ島電気鉄道（神奈川県）（江ノ島懸垂電車→日本懸垂電気鉄道→空中電気鉄道）と同一会社。
京阪神単軌高架鉄道（京都府・大阪府・兵庫県）
1929年5月10日に、大阪市東淀川区から京都市の七条大橋までと、神戸市までを結ぶ路線を申請していたが、既存の路線と重複する事が多い事や経済不況の状況から、1931年10月28日に却下された。発起人の伯爵有馬頼寧、内藤義雄は羽田航空電鉄にも関与している。
豊島懸垂電車（東京都）
1929年5月15日に豊島園への輸送目的で懸垂式電車を新宿と豊島園の間の路線を申請していたが、一部が河川（妙正寺川）上にある路線のため、治水の問題、それに豊島園以外の利用に対する利便性が少ないため、1931年4月7日に却下された。発起人有吉喜兵衛、半澤玉城は上野懸垂電車にも関与している。
新宿と豊島園との鉄道路線については、申請68年後の1997年（平成9年）12月19日に都営地下鉄大江戸線の練馬 - 新宿間が開業して実現された。
日本遊覧飛行鉄道（静岡県）
1931年3月6日に熱海と対島村（現・伊東市南部）間の路線を申請していた（懸垂式レイルプレーン）が、建設中の国鉄伊東線や既設の定期旅客自動車との競合や不況での資金調達難を理由に、同年12月24日に却下された。
羽田航空電鉄（東京都）
1931年3月20日に蒲田と羽田の間の路線を申請していたが、京浜急行電鉄の穴守線（現・空港線）との競合を理由に、同年10月20日に却下された。発起人のトップに伯爵有馬頼寧の名がみられる。総代の内藤義雄は高架単軌道、東京単軌鉄道、京阪神単軌高架鉄道にも関与している。

### 戦後
1950年代から1960年代にかけて、鉄道車両メーカーをはじめとした民間企業により様々な方式のモノレールの開発が盛んにおこなわれた。これは、モノレールが普通鉄道や路面電車などの軌道系交通機関に代わる「次世代の交通機関」として期待されていたためである。その後、各企業が開発した各方式の実用実験的な役割を兼ねた短距離路線が各地に登場した。しかしながら、需要に限りがあることや、開発元企業の撤退などを背景として、遊園地や動物園などの行楽施設の施設内路線や、専ら行楽施設へのアクセスのみが目的の短距離路線は、そのほとんどが休止または廃止に追い込まれている。また、中長距離のモノレール路線の構想も存在したが、結果的に実現には至っていない。
1972年に都市モノレールの整備の促進に関する法律（都市モノレール法）が施行されると、1974年には「都市モノレール建設のための道路整備事業に対する補助制度」（インフラ補助制度）が整備され、これ以降、都市モノレールの補助を受けた路線が各地で開業している。先述の通り、道路の一部としてモノレールを整備するものであることから、都市モノレールの補助適用路線は路面電車と同様の軌道法に基づく軌道路線となっている。
- 1951年（昭和26年）：豊島園で遊戯施設として運行される。懸垂型のプロペラ推進方式を計画していたが、推力が出ないために台車をモーターで回す方式に変更された。車体は日立製作所笠戸工場で製作された。1968年頃に運行終了し、現存せず。
- 1957年（昭和32年）12月16日：上野動物園内のモノレール（東京都交通局上野懸垂線）が開業。都電に代わる次世代交通機関の試験線としての位置付けとなった。このため、事実上の遊戯施設でありながら、実際には正式に地方鉄道法（現・鉄道事業法）の免許を受けた鉄道扱いの路線であり東京都交通局が運営主体となった。
- 1960年（昭和35年）7月20日：船橋ヘルスセンター園内のモノレールが遊戯施設として開業[36]。跨座式[37]。1977年5月5日に閉園し、現存せず。
- 1961年（昭和36年）6月：奈良ドリームランドで園内の遊戯施設として開業。3両編成の東芝式。2003年頃より休止状態[38]のまま2006年8月31日に閉園し、現存せず。
- 1962年（昭和37年）3月21日：犬山のラインパークに名鉄ラインパークモノレール線（後にモンキーパークモノレール線に改称）が開業。アルヴェーグ式。車両は日立製作所笠戸工場で製作。日本におけるアルヴェーグ式の第1号路線となる。
- 1963年（昭和38年）12月21日：熱海モノレールが免許を取得した。この路線は、熱海駅前と熱海のロープウェイ下を結ぶもので、アルヴェーグ式であった。路線の一部は海上を走る様になっていた。しかし、地盤及び海中での難工事が予想される事から、実現しなかった。
- 1964年（昭和39年）
  - 1月1日：関東レース倶楽部（現・よみうりランド）の運営により、読売ランド（現・よみうりランド）内の音楽堂前 - 読売ランド間 1.8 km で読売ランドモノレール（後によみうりランドモノレールに改称）が開業[39]。3両編成のアルヴェーグ式。同年8月28日にはさらに 1.1 km 延伸し、環状運転となる。全線が園内にあるものの、地方鉄道法（現・鉄道事業法）の適用を受けた路線であった[3]。
  - 2月8日：名古屋市の東山公園内に動物園と植物園の 471 m を結ぶ東山公園モノレールが開業[39]。サフェージュ式。試験線という位置付けで、名古屋市交通局協力会（名古屋市交通局関連の外郭団体）が運営[39]。1両のみの運行。
  - 9月17日：東京モノレールが開業。アルヴェーグ式。日本初の本格的な交通機関としてのモノレール路線。
- 1966年（昭和41年）
  - 4月23日：向ヶ丘遊園 - 向ヶ丘遊園正門前間 1.1 km で小田急電鉄の向ヶ丘遊園モノレール線が開業。ロッキード方式。車体は川崎航空機岐阜製作所で作成された試作車をそのまま利用した。
  - 5月2日：ドリーム交通の運営により大船駅とドリームランド駅の間にモノレール大船線が開業[39]。3両編成の東芝式。2編成が投入された。
  - 5月17日：姫路市交通局の運営によるモノレール線が姫路駅 - 手柄山間 1.6 km で開業[39]。ロッキード方式[39]。通常2両編成、最大3両編成で運行。
- 1967年（昭和42年）9月24日：モノレール大船線が設計の不備による軌道桁などの亀裂により運行休止。同月27日に営業休止。その後、責任問題で長く訴訟が続く事になる。
- 1970年（昭和45年）
  - 3月7日：湘南モノレールが大船駅から西鎌倉駅までの 4.7 km で開業。サフェージュ式。
  - 3月14日：大阪の万国博覧会会場にて、会場内の移動用に一周 4.3 km のモノレールが9月13日まで運行され[39]た（大阪万博の交通#万博会場内の交通機関を参照）。日本跨座式で、単線、一方向のみの運転であった。日本万国博覧会協会より東京急行電鉄が運営を受託し運行した。
- 1971年（昭和46年）7月1日：湘南モノレールが西鎌倉駅から湘南江の島駅までの 1.9 km を延伸した。
- 1972年（昭和47年）7月25日：大井モノレールが大井町駅から大井埠頭まで2.4kmの地方鉄道免許（跨座式）を申請するが、10年後の1982年1月25日に申請を取り下げる[40]。
- 1974年（昭和49年）
  - 4月11日：姫路市交通局モノレール線が、赤字と日本ロッキード・モノレールの解散によって車両維持が困難になった事から運行を休止[39]。
  - 8月15日：東山公園モノレールが休止。
  - 12月18日：東山公園モノレールが廃止[39]。
- 1978年（昭和53年）12月1日：よみうりランドモノレールが廃止[39]。
- 1979年（昭和54年）1月26日：姫路市交通局モノレール線が廃止[39]。
- 1985年（昭和60年）1月9日：北九州高速鉄道（北九州モノレール）が開業。いわゆる都市モノレールの第一号。
- 1988年（昭和63年）
  - 3月19日：埼玉県熊谷市内で開催されたさいたま博覧会で、日本モノレール協会のリムトレンが5月29日まで展示走行。鉄輪式リニアモーターカー。試乗線は全長 850 m。
  - 3月28日：千葉都市モノレールの2号線スポーツセンター - 千城台間が開業。サフェージュ式。
- 1990年（平成2年）6月1日：大阪高速鉄道（現・大阪モノレール）の本線千里中央 - 南茨木間が開業。
- 1991年（平成3年）6月12日：千葉都市モノレールの2号線スポーツセンター - 千葉間が延伸。
- 1993年（平成5年）9月27日：東京モノレールの羽田整備場 - 羽田空港間が延伸。同時に羽田駅を移設、羽田整備場駅を整備場駅に改称。なお、羽田駅は1998年11月18日に天空橋駅に改称。
- 1994年（平成6年）9月30日：大阪高速鉄道の本線千里中央 - 柴原間が延伸。なお、柴原駅は2019年10月1日に柴原阪大前駅に改称。
- 1995年（平成7年）8月1日：千葉都市モノレールの1号線千葉 - 千葉みなと間が開業。
- 1997年（平成9年）
  - 4月1日：大阪高速鉄道の本線柴原 - 大阪空港間が延伸。
  - 8月22日：大阪高速鉄道の本線南茨木 - 門真市間が延伸。2011年の重慶軌道交通3号線開業まで営業距離が世界最長のモノレールとなる。
- 1998年（平成10年）
  - 4月1日：北九州モノレールが小倉駅まで延伸（それまでの小倉駅は平和通駅に改称）。
  - 8月28日：広島のスカイレールサービス広島短距離交通瀬野線が開業。
  - 10月1日：大阪高速鉄道の彩都線万博記念公園 - 阪大病院前間が開業。
  - 11月27日：多摩都市モノレールの第一期区間が開業。
- 1999年（平成11年）
  - 3月24日：千葉都市モノレールの1号線県庁前 - 千葉間が延伸。
- 2000年（平成12年）
  - 1月10日：多摩都市モノレールの第二期区間が開業。
  - 2月13日：小田急電鉄向ヶ丘遊園モノレール線が台車の老朽化による亀裂により休止。
- 2001年（平成13年）
  - 2月1日：小田急電鉄向ヶ丘遊園モノレール線が廃止。
  - 7月27日：舞浜リゾートラインディズニーリゾートラインが開業。
- 2003年（平成15年）
  - 8月10日：沖縄都市モノレールの沖縄都市モノレール線那覇空港 - 首里間が開業。
  - 9月18日：ドリーム開発ドリームランド線（旧称・ドリーム交通モノレール大船線）が正式に廃止。
- 2004年（平成16年）12月1日：東京モノレールの羽田空港 - 羽田空港第2ビル間が延伸。同時に羽田空港駅を羽田空港第1ビル駅に改称。なお、2020年3月14日に羽田空港第1ビル駅は羽田空港第1ターミナル駅に、羽田空港第2ビル駅は羽田空港第2ターミナル駅に改称。
- 2007年（平成19年）3月19日：大阪高速鉄道の彩都線阪大病院前 - 彩都西間が延伸。
- 2008年（平成20年）12月28日：名鉄モンキーパークモノレール線が廃止。
- 2019年（令和元年）
  - 10月1日：沖縄都市モノレールの沖縄都市モノレール線首里 - てだこ浦西間が延伸。
  - 11月1日：東京都交通局上野懸垂線が車両経年劣化のため休止[41]。
- 2023年（令和5年）12月27日：東京都交通局上野懸垂線が廃止[1][2]。
- 2024年（令和6年）5月1日：スカイレールサービス広島短距離交通瀬野線が廃止[42]。

## 日本のモノレールの経営状況
全国のモノレールの黒字額及び赤字額を示すと、以下の様になる。▲は赤字を示す（ディズニーリゾートラインは除く）。
| 名称                 | 事業者名           | 会計年度 | 純損益         | 利益剰余金       | 出典          |
| -------------------- | ------------------ | -------- | -------------- | ---------------- | ------------- |
| 千葉モノレール       | 千葉都市モノレール | 2016年度 | 約5億8958万円  | 約62億4885万円   | [ 43 ]        |
| 上野動物園モノレール | 東京都交通局       | 2014年度 | 約1,000万円    | 約1億6200万円    | [ 44 ]        |
| 東京モノレール       | 東京モノレール     | 2016年度 | 約8億6400万円  | 約168億8400万円  | [ 45 ]        |
| 多摩モノレール       | 多摩都市モノレール | 2019年度 | 約1億7100万円  | 約81億700万円    | [ 46 ]        |
| 湘南モノレール       | 湘南モノレール     | 2012年度 | 約7,335万円    | ▲約2億2,514万円  | [ 47 ]        |
| 大阪モノレール       | 大阪モノレール     | 2019年度 | 約16億6559万円 | 約94億5384万円   | [ 48 ] [ 49 ] |
| 北九州モノレール     | 北九州高速鉄道     | 2019年度 | ▲約1960万円    | 約3億9127万円    | [ 50 ]        |
| ゆいレール           | 沖縄都市モノレール | 2019年度 | 約2億1631万円  | ▲約125億1064万円 | [ 51 ]        |

## 日本のモノレール路線申請
鉄道事業法および軌道法に基づく日本の主なモノレール営業路線申請は下記の通りである。
| 事業者名             | 区間                                                                                | 路線延長        | 事業種別 | 申請時期                             | 結果   | 結果時期       | 方式                     | 備考                                                                                      |
| -------------------- | ----------------------------------------------------------------------------------- | --------------- | -------- | ------------------------------------ | ------ | -------------- | ------------------------ | ----------------------------------------------------------------------------------------- |
| 高架単軌道           | 上野公園 - 浅草公園第六区                                                           | 1.75            | 軌道     | 1913年7月9日                         | 取下げ | 1914年9月14日  | 懸垂式：ランゲン式       | -                                                                                         |
| 東京単軌鉄道         | 深川区相川町八番地河岸 - 北千住                                                     | 14.3            | 鉄道     | 1923年3月26日                        | 却下   | 1924年6月30日  | 懸垂式：ランゲン式       | -                                                                                         |
| 江ノ島懸垂電車       | 片瀬東浜 - 江ノ島                                                                   | 0.65            | 鉄道     | 1927年3月16日                        | 却下   | 1928年7月3日   | 懸垂式                   | 懸垂電車協会のIビーム式。                                                                 |
| 江ノ島電気鉄道       | 片瀬 - 江ノ島                                                                       | 0.89            | 鉄道     | 1927年3月28日→ 1927年8月30日再申請   | 免許   | 1928年7月3日   | 懸垂式：ランゲン式       | 複線。未開業のまま1935年9月12日廃止。                                                     |
| 小樽高架電気軌道     | 錦町 - 色内町 色内町 - 稲穂町 色内町循環 奥澤町 - 長橋町                            | 1.5 0.4 5.5 5.1 | 軌道     | 1927年11月21日                       | 却下   | 1929年3月26日  | 懸垂式：ランゲン式       | 複線。                                                                                    |
| 上野懸垂電車         | 上野停留所 -上野動物園                                                              | 0.85            | 鉄道     | 1928年11月2日                        | 却下   | 1929年5月17日  | 懸垂式                   | 懸垂電車協会のIビーム式。                                                                 |
| 日本飛行鉄道         | 淀橋町 - 平塚町                                                                     | 56.3            | 鉄道     | 1929年3月27日                        | 却下   | 1929年6月29日  | 懸垂式                   | -                                                                                         |
| 日本懸垂電気鉄道     | 北区梅田町 - 住吉区浜口町                                                           | 11.5            | 鉄道     | 1929年3月28日                        | 却下   | 1931年4月11日  | 懸垂式                   | 複線。                                                                                    |
| 京阪神単軌高架鉄道   | 大阪市東淀川区今里町 - 京都市下京区七条大橋西詰 大阪市東淀川区今里町 - 神戸市天王橋 | 48.3 40.2       | 鉄道     | 1929年5月10日                        | 却下   | 1931年10月28日 | 懸垂式：ランゲン式       | 複線。                                                                                    |
| 豊島懸垂電車         | 淀橋町角筈（新宿駅西側） - 下練間村北宮ヶ谷戸（豊島園）                             | 8.9             | 鉄道     | 1929年5月15日                        | 却下   | 1931年4月7日   | 懸垂式                   | 懸垂電車協会のIビーム式。                                                                 |
| 日本遊覧飛行鉄道     | 熱海町 - 対馬村梅ノ木平                                                             | 24.9            | 鉄道     | 1931年3月6日                         | 却下   | 1931年12月24日 | 懸垂式：レールプレーン   | -                                                                                         |
| 羽田航空電鉄         | 蒲田町（蒲田駅） - 羽田町                                                           | 5.0             | 鉄道     | 1931年3月20日                        | 却下   | 1931年10月20日 | 懸垂式：ランゲン式       | -                                                                                         |
| 東京都交通局         | 動物園内（上野公園内）                                                              | 0.3             | 鉄道     | 不明                                 | 免許   | 1957年6月22日  | 懸垂式：上野式           | 上野懸垂線。単線。2019年11月1日休止。2023年12月27日廃止（予定）。                         |
| 大山登山鉄道         | 大山新玉橋 - 大山雲井橋（伊勢原市）                                                 | 約2             | 鉄道     | 1956年8月22日                        | 取下げ | 1961年3月15日  | 懸垂式                   | -                                                                                         |
| 大和観光             | 羽田空港 - 新橋                                                                     | 14.2            | 鉄道     | 1959年10月19日                       | 取下げ | 1961年1月14日  | 懸垂式                   | 「日本高架電鉄」に改称後、懸垂式の申請を取下げ、アルヴェーグ式で再申請。                  |
| 北海道不動産         | 相生町 - 霧降滝（日光市）                                                           | 4.0             | 鉄道     | 1960年4月15日                        | 取下げ | 1962年5月25日  | 跨座式：ロッキード式     | 単線。                                                                                    |
| 名古屋鉄道           | 犬山遊園 - 動物園前                                                                 | 1.4             | 鉄道     | 1960年12月1日                        | 免許   | 1961年6月3日   | 跨座式：アルヴェーグ式   | モンキーパークモノレール線。単線。2008年12月28日廃止。                                    |
| 大阪南地興業         | 大黒橋 - 日本橋                                                                     | 約1             | 鉄道     | 1961年3月以前                        | 不明   | 1961年8月以前  | 不明                     | -                                                                                         |
| 広島モノレール観光   | 比治山公園（環状線）                                                                | 1.5             | 鉄道     | 1961年3月以前                        | 不明   | 1967年4月以降  | 跨座式：アルヴェーグ式   | 単線。                                                                                    |
| 日本高架電鉄         | 羽田空港 - 新橋                                                                     | 14.2            | 鉄道     | 1961年1月14日                        | 免許   | 1961年12月26日 | 跨座式：アルヴェーグ式   | 東京モノレール羽田空港線。複線。浜松町 - 新橋間は未開業のまま1966年1月31日廃止。          |
| 名古屋鉄道           | 長良橋 - 養老滝 宇佐 - 羽島                                                         | 32.1 11.1       | 鉄道     | 1961年3月                            | 不明   | 1967年4月以降  | 跨座式：アルヴェーグ式   | 複線19km、単線24.2km。                                                                    |
| 日本モノレール電鉄   | 大手町 - 三鷹                                                                       | 22.1            | 鉄道     | 1961年3月14日                        | 取下げ | 1961年8月8日   | 跨座式                   | -                                                                                         |
| 日本電波塔           | 浜松町 - 東京タワー                                                                 | 1.2             | 鉄道     | 1961年4月1日                         | 取下げ | 1968年10月16日 | 跨座式：アルヴェーグ式   | 単線。                                                                                    |
| 全日本モノレール電鉄 | 清滝 - 嵐山（京都市）                                                               | 4.8             | 鉄道     | 1961年9月以前                        | 不明   | 1967年頃       | 懸垂式                   | 単線。                                                                                    |
| 日本モノレール       | シャボテン公園 - 富戸（伊東市）                                                     | 4.5             | 鉄道     | 1962年11月以前                       | 不明   | 1967年頃       | 懸垂式                   | -                                                                                         |
| 全日本モノレール電鉄 | 東銀座 - 晴海                                                                       | 3.8             | 鉄道     | 1962年11月以前                       | 不明   | 1967年頃       | 懸垂式                   | 複線。                                                                                    |
| 日本エアウェイ開発   | 大手町 - 三鷹市                                                                     | 22.1            | 鉄道     | 1961年8月16日                        | 取下げ | 1967年1月30日  | 懸垂式：サフェージュ式   | 複線。                                                                                    |
| 日本エアウェイ開発   | 大手町 - 五井町（市原市）                                                           | 49.6            | 鉄道     | 1961年11月                           | 取下げ | 1967年1月30日  | 懸垂式：サフェージュ式   | -                                                                                         |
| 日本エアウェイ開発   | 蒲田 - 山下公園（横浜市）                                                           | 23.4            | 鉄道     | 1962年6月以前                        | 取下げ | 1967年1月30日  | 懸垂式：サフェージュ式   | -                                                                                         |
| 日本高架電鉄         | 蒲田 - 羽田空港                                                                     | 4.1             | 鉄道     | 1962年3月20日                        | 取下げ | 1968年8月27日  | 跨座式：アルヴェーグ式   | -                                                                                         |
| 東邦観光開発         | 田原 - 和田浜（熱海市）                                                             | 2.0             | 鉄道     | 1962年4月17日                        | 却下   | 1963年12月21日 | 跨座式：東芝式           | -                                                                                         |
| 熱海モノレール       | 熱海駅前 - ロープウェイ前                                                           | 2.07            | 鉄道     | 1962年5月7日                         | 免許   | 1963年12月21日 | 跨座式：アルヴェーグ式   | 未開業のまま1989年2月解散。                                                               |
| 日本エアウェイ開発   | 大森 - 長島町（江戸川区）                                                           | 51.4            | 鉄道     | 1962年6月                            | 取下げ | 1967年1月30日  | 懸垂式：サフェージュ式   | -                                                                                         |
| 日本高架電鉄         | 横浜 - 羽田空港                                                                     | 17.4            | 鉄道     | 1962年9月17日                        | 取下げ | 1968年8月27日  | 跨座式：アルヴェーグ式   | -                                                                                         |
| 関東レース倶楽部     | ゴルフ場 - 西生田（音楽堂前）                                                       | 1.8             | 鉄道     | 1961年3月以降                        | 免許   | 1962年10月19日 | 跨座式：アルヴェーグ式   | よみうりランドモノレール。単線。1978年12月1日廃止。                                       |
| 湘南モノレール       | 江ノ島 - 片瀬                                                                       | 0.77            | 鉄道     | 1962年10月以前                       | 取下げ | 不明           | 懸垂式：サフェージュ式   | -                                                                                         |
| 姫路市交通局         | 姫路駅 - 手柄山南                                                                   | 1.96            | 鉄道     | 1963年1月17日                        | 免許   | 1964年11月4日  | 跨座式：ロッキード式     | モノレール線。単線。1974年4月11日休止。1979年1月26日廃止。                                |
| 日本モノレール       | 片瀬海岸 - 江ノ島                                                                   | 約1             | 鉄道     | 1963年12月以前                       | 不明   | 1967年頃       | 不明                     | -                                                                                         |
| 名古屋市交通局協力会 | 動物園 - 植物園（東山公園内）                                                       | 0.49            | 鉄道     | 1962年11月以降                       | 免許   | 1963年5月8日   | 懸垂式：サフェージュ式   | 東山公園モノレール。単線。1974年6月1日休止。1974年12月18日廃止。                          |
| 成田山モノレール観光 | 成田 - 成田山門前                                                                   | 1.0             | 鉄道     | 1963年12月以前                       | 却下   | 1965年1月      | 跨座式：アルヴェーグ式   | -                                                                                         |
| 日本ドリーム観光     | 大船 - ドリームランド、六合 - ドリームランド→ 大船 - ドリームランド                 | 8.7→ 5.3        | 鉄道     | 1963年9月以前→ 1964年再申請          | 免許   | 1964年7月28日  | 跨座式：東芝式           | ドリームランドモノレール。単線。1967年9月27日休止。2003年9月18日廃止。                    |
| 関東レース倶楽部     | 読売ランド - 音楽堂前                                                               | 1.1             | 鉄道     | 1962年11月以降                       | 免許   | 1964年6月29日  | 跨座式：アルヴェーグ式   | よみうりランドモノレール延伸・環状化。単線。1978年12月1日廃止。                           |
| 成田観光開発         | 新成田 - 新勝寺                                                                     | 2.4             | 鉄道     | 1964年7月以前                        | 免許   | 1965年1月26日  | 跨座式：ロッキード式     | 未開業のまま1969年2月解散。                                                               |
| 浜松モノレール       | 浜松 - 池川                                                                         | 約2.5           | 鉄道     | 不明                                 | 取下げ | 1965年12月以前 | 不明                     | -                                                                                         |
| 京葉モノレール       | 西船橋 - 蘇我                                                                       | 約22            | 鉄道     | 1964年頃                             | 不明   | 不明           | 不明                     | -                                                                                         |
| 鳴沢村（山梨県）     | 境野 - 鳴沢氷穴                                                                     | 6.2             | 鉄道     | 1964年9月頃                          | 取下げ | 1968年10月以前 | 跨座式                   | 仮称「富士五湖台観光モノレール」。                                                        |
| 湘南モノレール       | 大船 - 片瀬東浜                                                                     | 7.45            | 鉄道     | 1964年9月11日                        | 免許   | 1965年10月29日 | 懸垂式：サフェージュ式   | 湘南モノレール江の島線。単線。湘南江の島 - 江の島海岸間は未開業のまま1986年2月25日廃止。  |
| 日本単軌鉄道         | 新白浜 - 白浜温泉                                                                   | 約5             | 鉄道     | 1965年頃                             | 不明   | 不明           | 不明                     | -                                                                                         |
| 小田急電鉄           | 向ヶ丘遊園駅前 - 向ヶ丘遊園正門                                                     | 1.1             | 鉄道     | 1965年頃                             | 免許   | 1965年4月30日  | 跨座式：ロッキード式     | 小田急向ヶ丘遊園モノレール線。単線。2000年2月13日休止。2001年2月1日廃止。                 |
| 日本モノレール       | 横浜 - 新横浜                                                                       | 約7             | 鉄道     | 1965年頃                             | 不明   | 1967年頃       | 不明                     | -                                                                                         |
| 日本万国博覧会協会   | 万国博覧会会場内（環状線）                                                          | 4.3             | 鉄道     | 1968年4月5日                         | 免許   | 1968年6月27日  | 跨座式：日本跨座式       | 万国博モノレール。単線。1970年9月13日休止。1970年9月15日廃止。                            |
| 国際空港電鉄         | 西船橋 - 新東京国際空港                                                             | 50.8            | 鉄道     | 1970年2月14日                        | 不明   | 不明           | 不明                     | 複線。                                                                                    |
| 大井モノレール       | 大井町 - 大井埠頭                                                                   | 2.4             | 鉄道     | 1972年7月25日                        | 取下げ | 1982年1月25日  | 跨座式                   | -                                                                                         |
| 北九州高速鉄道       | 小倉（平和通） - 志井車庫前（企救丘）                                               | 8.4             | 軌道     | 1976年2月20日                        | 特許   | 1976年12月6日  | 跨座式：日本跨座式       | 北九州モノレール小倉線。複線。                                                            |
| 千葉都市モノレール   | 千葉 - 千城台、中央港 - 都町→ 千葉 - 千城台、中央港 - 県庁前                        | 17.5→ 15.5      | 軌道     | 1978年11月24日→ 1980年10月29日再申請 | 特許   | 1981年3月5日   | 懸垂式：サフェージュ式   | 千葉都市モノレール1号線、千葉都市モノレール2号線。複線。                                  |
| 大阪高速鉄道         | 大阪国際空港 - 南茨木                                                               | 13.3            | 軌道     | 1981年3月26日                        | 特許   | 1982年3月31日  | 跨座式：日本跨座式       | 大阪モノレール本線。複線。                                                                |
| 沖縄都市モノレール   | 高良 - 首里汀良町→ 那覇空港 - 汀良（首里）                                          | 10.9→ 12.9      | 軌道     | 1982年12月→ 1995年9月12日再申請      | 特許   | 1996年3月22日  | 跨座式：日本跨座式       | 沖縄都市モノレール線。複線。                                                              |
| 東京モノレール       | 羽田整備場 - 新東ターミナル                                                         | 6.1             | 鉄道     | 1985年6月18日                        | 免許   | 1985年7月24日  | 跨座式：アルヴェーグ式   | 東京モノレール羽田空港線延伸。複線。                                                      |
| 多摩都市モノレール   | 多摩センター - 上北台                                                               | 16.0            | 軌道     | 1987年5月20日                        | 特許   | 1987年12月26日 | 跨座式：日本跨座式       | 多摩都市モノレール線。複線。                                                              |
| 大阪高速鉄道         | 南茨木 - 門真市                                                                     | 7.9             | 軌道     | 不明                                 | 特許   | 1990年7月3日   | 跨座式：日本跨座式       | 大阪モノレール本線延伸。複線。                                                            |
| 大阪高速鉄道         | 万博記念公園 - 大阪大学病院前                                                       | 2.6             | 軌道     | 不明                                 | 特許   | 1993年1月27日  | 跨座式：日本跨座式       | 大阪モノレール彩都線。複線。                                                              |
| 北九州高速鉄道       | 小倉 - 平和通                                                                       | 0.4             | 軌道     | 不明                                 | 特許   | 1994年6月27日  | 跨座式：日本跨座式       | 北九州モノレール小倉線延伸。複線。                                                        |
| 大阪高速鉄道         | 大阪大学病院前 - 東センター                                                         | 6.5             | 軌道     | 不明                                 | 特許   | 1995年9月26日  | 跨座式：日本跨座式       | 大阪モノレール彩都線延伸。複線。彩都西 - 東センターは未開業のまま2019年3月19日廃止。      |
| スカイレールサービス | ＳＲ瀬野（みどり口） - ＳＲセンター（みどり中央）                                   | 1.3             | 軌道     | 1995年12月22日                       | 特許   | 1996年7月29日  | 懸垂式：ロープ駆動懸垂式 | 広島短距離交通瀬野線。複線。2024年5月1日廃止。                                            |
| 舞浜リゾートライン   | 舞浜一番地（環状線）                                                                | 5.0             | 鉄道     | 不明                                 | 免許   | 1997年6月27日  | 跨座式：日本跨座式       | ディズニーリゾートライン。単線。                                                          |
| 千葉都市モノレール   | 県庁前 - 中央博物館・市立病院前                                                     | 3.6             | 軌道     | 1998年                               | 特許   | 2000年2月4日   | 懸垂式：サフェージュ式   | 千葉都市モノレール1号線延伸計画。仮称「末広ルート」。複線。未開業のまま2008年8月7日廃止。 |
| 沖縄都市モノレール   | 首里 - 浦西                                                                         | 4.1             | 軌道     | 2011年8月30日                        | 特許   | 2012年1月26日  | 跨座式：日本跨座式       | 沖縄都市モノレール線延伸。複線。                                                          |
| 大阪高速鉄道         | 門真市 - 瓜生堂                                                                     | 8.9             | 軌道     | 2018年7月11日                        | 特許   | 2019年3月19日  | 跨座式：日本跨座式       | 大阪モノレール本線延伸。複線。建設中。                                                    |